# Теософия
Теосо́фия (на старогръцки: θεοσοφία – „божествена мъдрост“) е синкретично религиозно-мистично учение. В широк смисъл теософията е религиозно мистическо богопознание, съществувало още от дълбока древност, в тесен смисъл тя е учение на Елена Блаватска и нейните последователи.
Думата е използвана през XIX век от Елена Петровна Блаватска за обозначаване на нейната религиозно-познавателна и философска доктрина, според която всички религии са опити на човечеството да се докосне до абсолюта, следователно всяка религия съдържа само част от истината. Теософските учения съществуват от античността и са отчасти свързани с аскетизма, мистиката, астрологията, езотериката и окултизма.
Философи като Емануел Сведенборг и Якоб Бьоме са смятани за теософи, като последният често е наричан баща на съвременната теософия. Заедно с Хенри Стил Олкот Уилям Куон Джъдж и други Блаватска основава Теософското общество през 1875 г. По-късно обществото се разцепва на различни организации, някои от които не употребяват повече термина „теософия“.
Оксфордският речник описва теософията като „всякакви възможни философии, занимаващи се с получаване на знания за Бога чрез духовен екстаз, пряко прозрение/интуиция (шесто чувство) или лични откровения; особено съвременните движения, следващи индуистки и будистки учения, както и стремеж към всемирно братство“. Теософията на Блаватска обаче не се причислява към тази дефиниция, тъй като тя не е теистична. (Което е спорно вероятно защото не е ориентирана към методи и не представлява метод за получаване на знания за Бога. В този смисъл теософията на Блаватска може да се разглежда като продукт на личното ѝ богопознание.)
Привържениците на теософията твърдят, че истината е тази, която създава основите на всички религии. Заявяват, че теософията представя съвременния облик на Санатана Дхарма, „безкрайната истина“, като правилна религия.
Девизът на първоначалното общество е: „Няма религия, която да е по-високо от истината“ (Satyat nasti paro dharmah).

## Трите цели
Трите цели, с които трябва да се съгласи всеки желаещ да се присъедини към Теософското общество (в гр. Адяр, Индия):
- Да формира ядрото на всемирното братство на човечеството, без да разграничава хората по раса, вероизповедание, пол, класа или цвят на кожата.
- Да подкрепя сравнителното изучаване на религия, философия и наука.
- Да изследва необяснените закони на природата и скритите способности на човечеството.

## Основни теософски вярвания

### Съзнанието е всемирно и индивидуално
Според теософията природата не постъпва случайно. Всяко събитие, минало или настоящо, се случва според закони, които са част от всемирната парадигма. Теософите смятат, че всичко живо и неживо е съставено от основни градивни блокове, еволюиращи чрез съзнанието. Теософията на Елена Блаватска не е нито теистична, нито религиозна и изобщо не се основава върху вяра, но някои от нейните последователи заемат становище, по-близко до теизма.

### Човешката душа е безсмъртна
Теософите приемат, че всички човешки същества притежават безсмъртен „Аз“. Според теософа епископ Чарлз Ледбитър: „Когато разберем, че животът е безкраен, виждаме нещата в истинските им съотношения. Смъртта вече не е страшният цар на ужаса, а светъл ангел на развитието.“

### Прераждането е всеобщо
Подобно на езотеричния будизъм, от който произлизат доста от теософските идеи, теософията учи, че съществата достигат човешко състояние чрез и след огромен брой прераждания, преминавайки през различни състояния на минерали, растения и животни още от времето преди зараждането на живота на земята. Въпреки това теософията се различава от езотеричните вярвания, че е възможен обратен ход на този процес, т.е. човешките същества не могат да се прераждат като животни или растения с изключение на редки случаи на разпадащи се „загубени души“. Човекът се разглежда само като квинтесенция на физическия живот на Земята а не последна фаза на еволюцията, която ще продължава през поредни етапи, включвайки формите на будичните същества.

### Карма
Относно кармата, дхармата и космогонията теософията е подобна на вярванията на индийското общество Ариа Самай. Теософията учи, че злото и доброто са резултат от разделението на Пуруша/Пракрити в цикъла на развитието. Съществува естествена инволюция на духа в материята, последвана от еволюция на материята обратно до духа. Смисълът на Вселената е духът да изяви себе си самосъзнателно през и чрез седемте си степени.

### Всемирно братство
Теософията учи, че всяко нещо, от какъвто и да е вид, произхожда от един божествен източник. Всички неща са в действителност „монади“. Всички монади имат заложени в себе си един и същ принцип, а техните форми и природа са изява на тяхното текущо ниво на съзнание.

### Еволюция
Теософите приемат, че религията, философията, науката, изкуството, търговията и филантропията приближават хората към абсолюта.
Планетите, Слънчевата система и дори галактиките се разглеждат като съзнателни същества, вървящи по свои еволюционни пътища.
Духовните единици на вселената са монадите, които в различните времепространства могат да се представят като планети, ангели, човешки същества или в различни други форми.
Теософите приемат също, че човешката цивилизация, както всички други части на вселената, се развива на цикли от по седем степени (седем „коренни раси“). Така по време на първата степен хората са чисти духове; втората коренна раса са хиперборейците; третата е позната като лемурианци, четвъртата — като атланти. Тъй като атлантите са най-ниската точка на цикъла, сегашната пета епоха (арийската) се определя като време на ново пробуждане на човешките психически възможности. След нея следват шеста и седма епоха със съответни коренни раси.
По отношение на шестата коренна раса Виктор Скумин разработва концепцията за духовна еволюция и предлага названието (1990) Homo spiritalis (на латински: „духовен човек“), както и названията на осем подраси: HS0 Anabiosis spiritalis, HS1 Scientella spiritalis, HS2 Aurora spiritalis, HS3 Ascensus spiritalis, HS4 Vocatus spiritalis, HS5 Illuminatio spiritalis, НS6 Vocatus spiritalis и HS7 Servitus spiritalis. Според Скумин културата на здравето ще изиграе важна роля в създаването на човешко духовно общество в Слънчевата система.

### Седмократност
Теософията, както и много други езотерични групи и окултни общества твърди, че вселената е управлявана от числото седем. Прераждащата се човешка единица, или човешка монада, се състои от две духовни съставни, които общо се състоят от седем „тела“, а именно: 1. физическо (същинско) тяло, 2. етерно тяло или ауричен двойник, 3. пранично или енергетическо тяло, 4. тяло на нисшия Аз (инстинкти, желания), 5. тяло на Висшия Аз или Манас, 6. Будхи и 7. Аурно яйце. Атма (Душа – санскрит) е идентичен с Брахман, и е източник на всички.

## Кратка история на теософията

### Произход
Теософите свързват произхода на теософията с всеобщата жажда за духовни знания, съществуваща във всички култури. Намерени са следи в Индия като непрекъсната верига от събития, но съществуват и в древна Гърция, както и в съчиненията на Платон (427 – 347 г.), Плотин (204 – 270 г.) и други неоплатонисти, както и Якоб Бьоме (1575 – 1624 г.). Ето и някои цитати:
...ние сме затворени в тялото, като стрида в своята черупка.
(Сократ според Платоновия диалог Федър)
За философа тялото е „смущаващ елемент, забавящ духа в събирането на знания...“.
...какво е очистване ако не... освобождаване на духа от оковите на тялото?
(Сократ според Платоновия диалог Федон)

### Теософското общество
Модерният теософски езотеризъм обаче започва от Елена Блаватска (1831 – 1891) („често наричана „Мадам Блаватска“). През 1875 г. тя основава Теософското общество в град Ню Йорк заедно с Хенри Стил Олкот, който е правителствен следовател, адвокат и писател. Мадам Блаватска е световен пътешественик, като накрая се установява в Индия, където заедно с Олкот премества централата на обществото. Нейната първа основна книга, Разбулената Изида (1877), представя елементи главно от окултната мъдрост на западната езотерична традиция и се основава на нейните впечатления от множеството ѝ пътешествия из Азия, Европа и Средния изток. Нейната втора основна книга, Тайната доктрина (1888 г.), представлява коментар върху Книгата на Дзиан и е основана на възгледите на езотеричния будизъм и индуизъм. Тези творби стават основните стълбове на теософското движение, заедно с Писмата на Махатма, по общо мнение произхождащи от високо еволюирали хора, направляващи Блаватска и Теософското общество.
След смъртта на Блаватска през 1891 г. настъпват серия разколи в Теософското общество и се появяват няколко негови разклонения. Ани Безант става лидер на обществото в Адяр, Индия, а Уилиям Куон Джъдж оглавява американския клон на Теософското общество в Ню Йорк, който по-късно е пренесен в Пойнт Лома (Калифорния), Ковина и Пасадена (Калифорния), предвождани съответно от: Катерин Тинглей, Готфрид де Пурукер, Артър Л. Конгер, Джеимс А. Лонг, Грейс Ф. Кноч и през март 2006 Рандел Ц. Гриб. Известният писател Талбот Мънди, автор на Криминале (pulp fiction), става член на групата в Пойнт Лома и пише по темата много статии за своя вестник. Друга една международна теософска организация, „Обединена ложа на теософите“, е основана от Роберт Кросби. Той пристига в Пойнт Лома през 1900 г., за да помогне на Катерин Тинглей, напуснал през 1904 г., и основава свое общество през 1909 г.
Рудолф Щайнер основава успешен клон на Теософското общество Адяр в Германия. Той се фокусира върху западния езотеричен път, включващ влиянието на християнството и естествените науки, което довежда до напрежение в отношенията му с Ани Безант. Той притежава вече основано собствено Антропософско общество един месец преди да откаже членство в Германския клон на членове от „Ордена на звездата на Изтока“, противопоставяйки се на теософския принцип за достъп на членове от всички религиозни убеждения. Множеството немскоговорещи теософи, както и някои други, се присъединяват към новото Щайнерово общество. (По-късно Щайнер става известен и чрез своите идеи за възпитанието, което довежда до създаването на международна мрежа от „Щайнерови училища“.)
В северен Лондон се отделя друга група отломък, за да образува ложата Палмърс Грийн, предвождана от окултиста, колониален пътешественик Томас Нюмарк-Джонс. След смъртта на Уилям Куон Джъдж се появява друго общество – Обединена ложа на теософите, непритежаващо лидер след Джъдж. Днес то е с адрес Лос Анджелис, Калифорния.
Други организации, основани върху теософските науки, са The Lucis Trust, Share International, Агни Йога, Мост към Свободата, Най-висшият Фар / Church Universal and Triumphant, и Храмът на Присъствието.

### Влияния
Първоначалното Теософското общество (Адяр), през 1920-те години, в епохата на най-многобройните си членове и активност, има около 7000 члена в САЩ. Най-големият – индийският клон на Теософското общество наброявал някога над 20 000 члена, понастоящем се е редуцирал до около 10 000.

## В България
В България теософията прониква в началото на XX век. Официално Теософското общество има свой клон в България от 1903 г., учреден в София. Една година след това започва да излиза сп. „Български теософски преглед“ (до 1907 г.), а в следващите години се издават и други – сп. „Пътят“ (1907 – 1908 г.), сп. „Задгробен мир“ (1906 – 1907 г.). През 1912 г. се появява сп. „Теософия“, просъществувало с големи прекъсвания до 1925 г. Коренна промяна настъпва през 1921 г. с издаването на вестник Анхира – „лист за окултизъм и литература“. Вестникът е събитие не само в теософската периодика в България, но и в културния живот. На страниците му освен текстове на Блаватска, П. Д. Успенски и Рудолф Щайнер се публикуват и произведения на Николай Рьорих, Гео Милев, Николай Райнов, Лев Толстой, Морис Метерлинк, Аугуст Стриндберг, Ралф Уолдо Емерсън, Рабиндранат Тагор.
Теософията излиза от маргиналната си роля благодарение на Николай Райнов. Към 1923 г. „Анхира“ се преобразува на списание „Орфей“, в което той има дейно участие. Около списанието се формира кръг от хора с теософски възгледи (ложа Орфей). Наред с „Орфей“ през 1919 и 1920 г. и списание „Всемирна летопис“ представя доста теософски материали. През 1933 г. теософите издават сп. „Теософски вести“, а през 1935 г. се опитват да възродят „Орфей“, но без участието на Николай Райнов то не е същото и през 1940 г. престава да съществува.